# Jonathan Hyde
Jonathan Stephen Geoffrey King (n. 21 mai 1948, Brisbane, Queensland, Australia), cunoscut în industria cinematografică sub numele Jonathan „Nash” Hyde, este un actor australian-englez. Hyde este cunoscut pentru rolurile lui Herbert Arthur Runcible Cadbury în filmul Richie Rich (1994), Samuel Parrish și Van Pelt în Jumanji (1995), J. Bruce Ismay⁠(d) în Titanic (1997), Culverton Smith în serialul Sherlock Holmes, Warren Westridge în Anaconda și Eldritch Palmer în serialul The Strain. Deși este cetățean australian, el locuiește în Regatul Unit din 1969, după ce familia sa a părăsit Australia.

## Biografie
Hyde s-a născut în Brisbane, Queensland, într-o familie din clasa de mijloc. Tatăl său, Stephen Geoffrey King, a fost avocat. Fiind interesat de drept, s-a înscris la universitate, însă dragostea pentru teatru l-a determinat să urmeze o carieră de actor. Plecat la Londra în 1969, a obținut un loc la Academia Regală de Artă Dramatică și a câștigat medalia de aur Bancroft pentru excelență în 1972, anul absolvirii.  Într-un interviu din 2007 pentru ziarul The Age⁠(d) , Hyde a declarat că nu și-a pierdut în mod voit accentul australian odată cu mutarea în Marea Britanie și acesta revine „din când în când”.

### Cariera
Hyde este membru al Royal Shakespeare Company. Acesta l-a interpretat pe Ferdinand în producția din 1985 The Duchess of Malfi⁠(d) a lui John Webster⁠(d). A făcut parte din distribuția originală a serialului Not the Nine O'Clock News⁠(d). Hyde i-a interpretat pe J. Bruce Ismay⁠(d), directorul general al White Star Line în Titanic, egiptologul Allen Chamberlain în Mumia și Sam Parrish/Van Pelt, vânătorul din Jumanji. Acesta a mai apărut în Asasinul⁠(d), Blestemul lui Tutankhamon, Tărâmul orbilor, Omul nostru din Panama⁠(d), Sherlock Holmes și cazul ciorapului de mătase⁠(d) , Eisenstein⁠(d) și Anaconda.
A apărut în miniseria BBC din 1989 Shadow of the Noose⁠(d) în rolul avocatului Edward Marshall Hall⁠(d). De asemenea, a apărut în Aventurile lui Sherlock Holmes și Crimele din Midsomer în rolul lui Frank Smythe-Webster.
În 2007, Hyde l-a jucat pe Dr. Dorn în Pescărușul și Contele de Kent de Cehov în Regele Lear pentru Royal Shakespeare Company, în distribuție fiind prezenți Ian McKellen, Frances Barber⁠(d), Romola Garai, William Gaunt⁠(d) și Sylvester McCoy⁠(d). Ambele piese au fost interpretate la nivel internațional. Spectacolul final a avut loc pe 12 ianuarie 2008. Și-a reluat rolul lui Kent în filmul de televiziune King Lear⁠(d) (2008).
În ultimul sezon al popularului serial Spooks⁠(d), Hyde l-a interpretat pe Ilya Gavrik, un ministru rus.
Hyde a apărut în rolul lui Lionel Logue⁠(d), logopedul regelui, în producția  Discursul Regelui la Teatrul Wyndham⁠(d).
Din 2014, a jucat în rolul lui Eldritch Palmer în serialul FX The Strain.

## Viața personală
Hyde s-a căsătorit cu soprana scoțiană Isobel Buchanan⁠(d) în 1980. Cuplul are două fiice, una fiind actrița Georgia King⁠(d).

## Filmografie
| An        | Titlu                                             | Rol                             | Note                                 |
| --------- | ------------------------------------------------- | ------------------------------- | ------------------------------------ |
| 1978      | The Professionals                                 | Tommy                           | Episodul, "Killer With A Long Arm"   |
| 1980      | Phoelix                                           | Napier                          |                                      |
| 1985      | Screen Two                                        | Wilson Barrett                  | Episodul: "Poppyland"                |
| 1985      | An Indecent Obsession                             | Neil Parkinson                  |                                      |
| 1985      | A.D.                                              | Tigellinus                      |                                      |
| 1985      | Honour, Profit and Pleasure                       | Aaron Hill                      |                                      |
| 1986      | Caravaggio                                        | Baglione                        |                                      |
| 1993      | Being Human                                       | Francisco                       |                                      |
| 1993      | Deadly Advice                                     | George Joseph Smith             |                                      |
| 1994      | The Dying Detective                               | Culverton Smith                 |                                      |
| 1994      | Richie Rich                                       | Herbert Arthur Runcible Cadbury |                                      |
| 1994      | Cadfael                                           | Lord Godfrid Picard             | Episodul, "The Leper of Saint Giles" |
| 1994      | I Spy Returns                                     | Caesar Baroodi                  | Film de televiziune                  |
| 1995      | Jumanji                                           | Samuel Parrish and Van Pelt     | Dublu rol                            |
| 1995      | Bliss                                             | Dr. Oliver Pleasance            | Film de televiziune                  |
| 1996      | A Touch of Frost                                  | Dr. Keith Michaelson            |                                      |
| 1997      | Titanic                                           | J. Bruce Ismay                  |                                      |
| 1997      | Anaconda                                          | Warren Westridge                |                                      |
| 1999      | The Mummy                                         | Dr. Allen Chamberlain           |                                      |
| 2000      | Eisenstein                                        | Meyerhold                       |                                      |
| 2000      | The Prince and the Pauper                         | Lord Hertford                   | Film de televiziune                  |
| 2001      | Attila                                            | Flavius Felix                   | Miniserie                            |
| 2001      | The Tailor of Panama                              | Cavendish                       |                                      |
| 2001      | Princess of Thieves                               | Prince John                     |                                      |
| 2002      | Midsomer Murders                                  | Frank Smythe-Webster            | Sezonul 6                            |
| 2002      | Dinotopia                                         | Mayor Waldo                     | Serial de televiziune; 8 episoade    |
| 2002      | Vacuums                                           | Edwin Snipe                     |                                      |
| 2004      | Sherlock Holmes and the Case of the Silk Stocking | George Pentney                  | Film de televiziune                  |
| 2006      | The Curse of King Tut's Tomb                      | Morgan Sinclair                 |                                      |
| 2006      | The Contract                                      | Turner                          |                                      |
| 2006      | Land of the Blind                                 | Smith                           |                                      |
| 2007      | The Seagull                                       | Dorn                            |                                      |
| 2008      | King Lear                                         | Kent                            | Film de televiziune                  |
| 2011      | Spooks                                            | Ilya Gavrik                     | Sezonul 10                           |
| 2013      | Foyle's War                                       | Colonel Galt                    | Sezonul 7 Episodul 2 "The Cage"      |
| 2013      | Endeavour                                         | Sir Edmund Sloan                | Sezonul 1 Episodul 1 "Girl"          |
| 2014–2017 | The Strain                                        | Eldritch Palmer / The Master    | Serial                               |
| 2015      | Crimson Peak                                      | Ogilvie                         |                                      |
| 2016      | Tokyo Trial                                       | William Webb                    | Serial                               |
| 2016      | FirstBorn                                         | Alistair                        |                                      |
| 2016–2018 | Trollhunters: Tales of Arcadia                    | Walt Strickler (voice)          | Serial                               |
| 2017      | Breathe                                           | Dr. Entwistle                   |                                      |
| 2018      | 3Below: Tales of Arcadia                          | Walt Strickler (voice)          | Episodul: Last Night on Earth        |
| 2021      | Trollhunters: Rise of the Titans                  | Walt Strickler (voice)          |                                      |

## Teatru

### Cu Glasgow Citizens' Theatre
| An   | Titlu                           | Rol                           | Note |
| ---- | ------------------------------- | ----------------------------- | ---- |
| 1974 | Camino Real                     | Casanova                      |      |
| 1974 | Aufidius                        | Coriolanus                    |      |
| 1974 | Indians                         | Mr President                  |      |
| 1974 | Saint Joan of the Stockyards    | Slift                         |      |
| 1975 | The De Sade Show                | De Sade                       |      |
| 1975 | The Duchess of Malfi            | the Cardinal                  |      |
| 1975 | The Government Inspector        | the Superintendent of Schools |      |
| 1975 | Hamlet                          | Polonius                      |      |
| 1975 | Romeo and Juliet                | Capulet                       |      |
| 1976 | Woyzeck                         | the Doctor                    |      |
| 1976 | What the Butler Saw             | Rance                         |      |
| 1976 | Seven Deadly Sins               | the Mother                    |      |
| 1976 | Mirandolina                     | Forlipopoli                   |      |
| 1976 | Masquerade                      | Sprich                        |      |
| 1977 | Chinchilla                      | Levka/Gabriel                 |      |
| 1977 | The Country Wife                | Dorilant                      |      |
| 1977 | Figaro                          | Bartolo                       |      |
| 1977 | The Importance of Being Earnest | Lady Bracknell                |      |
| 1979 | Good Humoured Ladies            | Silvestra                     |      |

### Cu Royal Shakespeare Company
- First Season (1980/81)

- Mercutio in Romeo and Juliet (Ron Daniels, RST, Aldwych)
  - Second Season (1982/83)
- Edgar in the Michael Gambon King Lear (Adrian Noble, RST, Barbican)
- Octavius in the Gambon/Helen Mirren Antony and Cleopatra (TOP, Pit)
- Oliver in As You Like It (Terry Hands, RST, 1980, Aldwych, 1981)
- Richmond in Richard III (Hands, RST, 1980, Aldwych, 1981)
- Aumerle in Richard II (Hands, RST, 1980, Aldwych, 1981)
- Tom Nightwork in The Swan Down Gloves (Ian Judge/Hands, RST, 1981, Aldwych, 1981–82)
- Bassanio in The Merchant of Venice (John Barton, RST, Aldwych, 1981)
- the Porter in Macbeth (Howard Davies, RST, 1982, Barbican, 1983)
- Laxton in The Roaring Girl (Barry Kyle, Barbican, 1983).